# Водзинская, Мария
Мария Водзинская (пол. Maria Wodzińska; 1819—1896) — польская художница второй половины XIX века. Представительница романтизма.

## Биография
Родилась в богатой семье польских аристократов Водзинских герба Ястржембец. В 1833—1835 жила со своей семьей в Женеве, где познакомилась со многими представителями мира культуры и искусства. Их дом был центром встреч польской колонии. Там она подружилась с Юлиушем Словацким, на которого произвела большое впечатление. Он посвятил ей одно из своих стихотворений.
Будучи в Дрездене в 1835 году повстречала Фредерика Шопена. Чувство молодого музыканта нашло отклик в девичьем сердце, и они обручились в 1836 году.
Однако их любовь не тронула сердца её родителей. Водзинские отказались выдать дочь замуж за композитора, который только-только приобрёл известность. Хотя до конца жизни семья Водзинских, особенно мать Мария Тереза, оставались в близких отношениях с Шопеном.
Мария дважды была замужем. 
Племянница М. Водзинского, государственного деятеля.

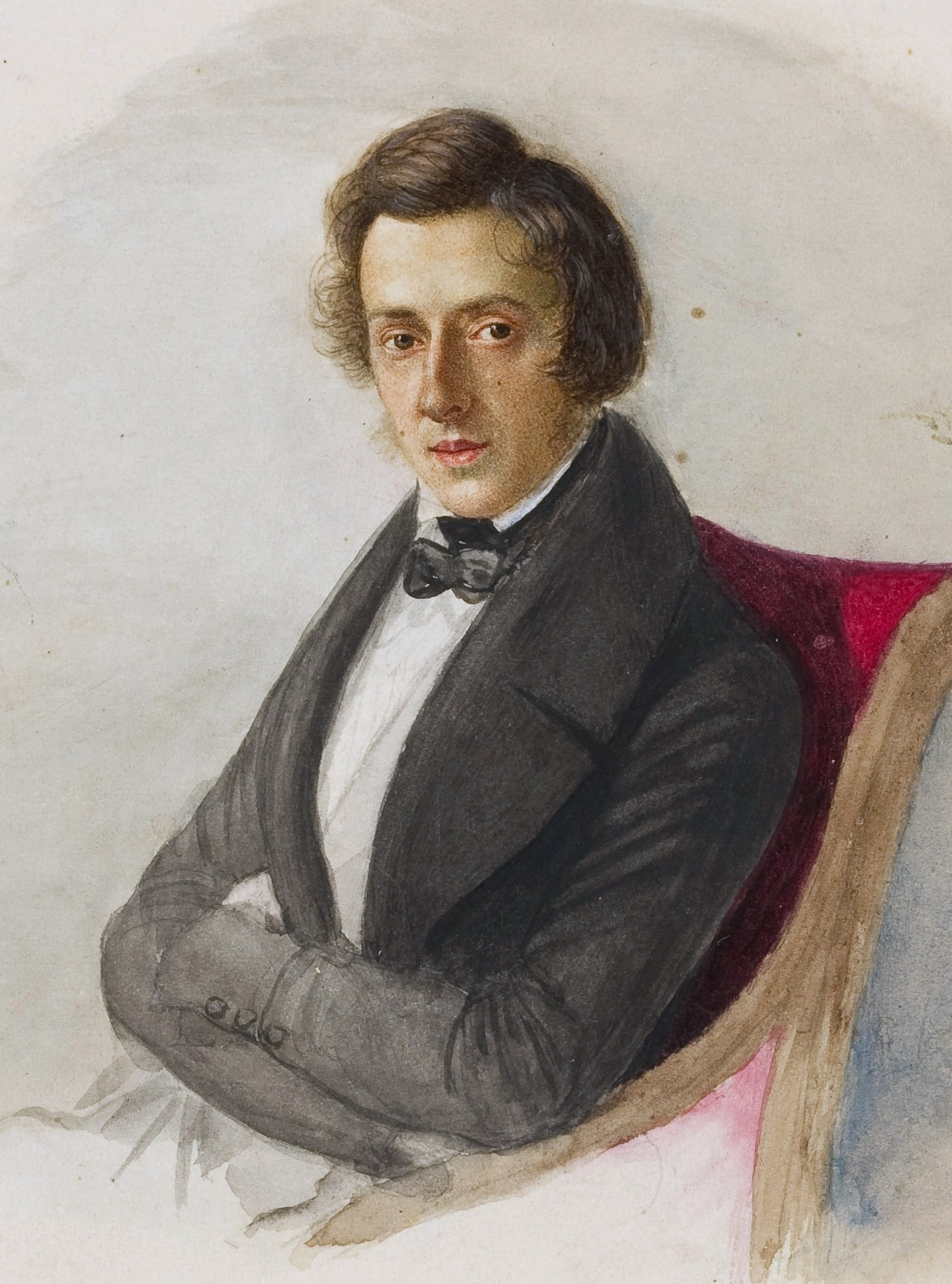
Портрет Фредерика Шопена. 1836
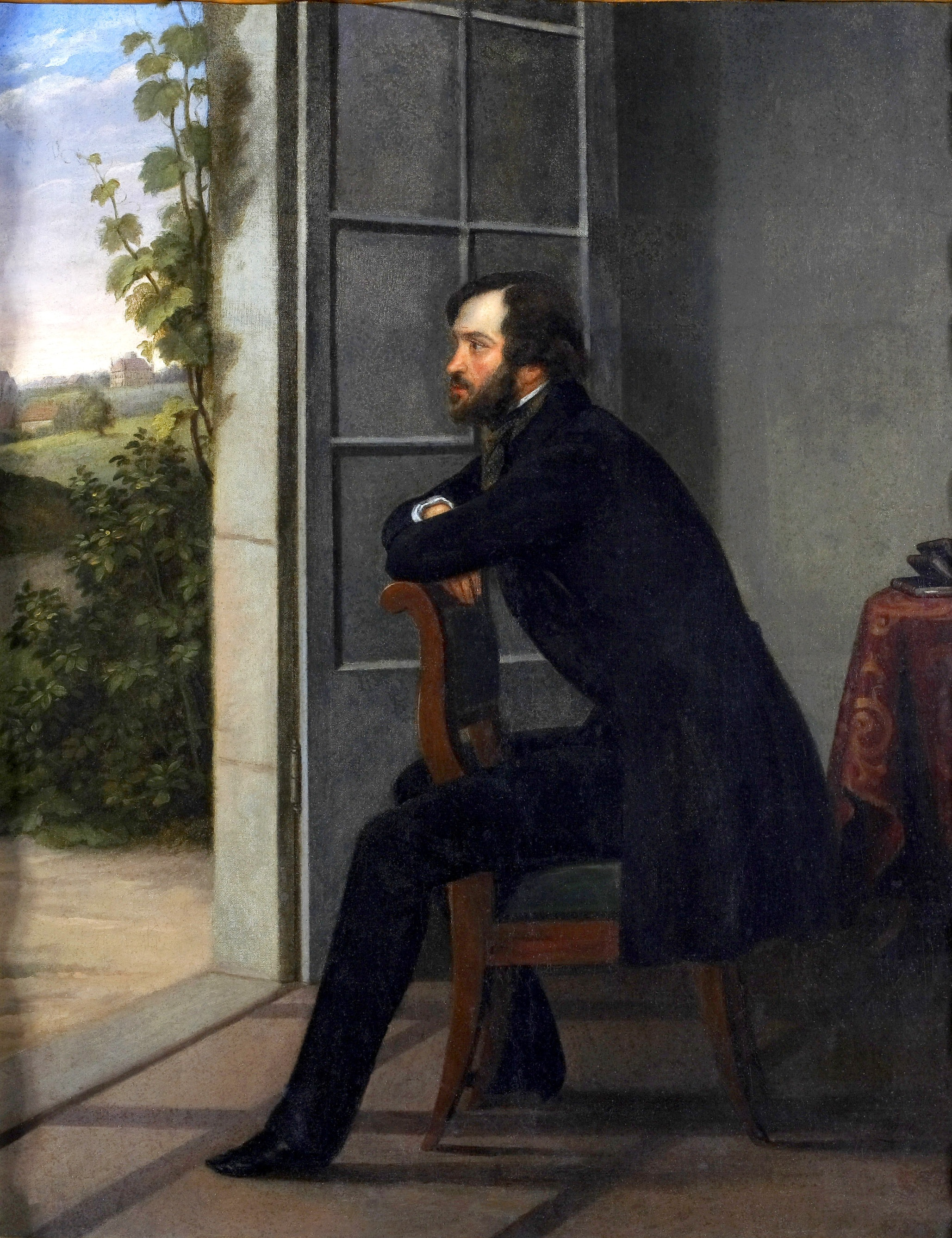
Портрет брата. Между 1842 и 1845.
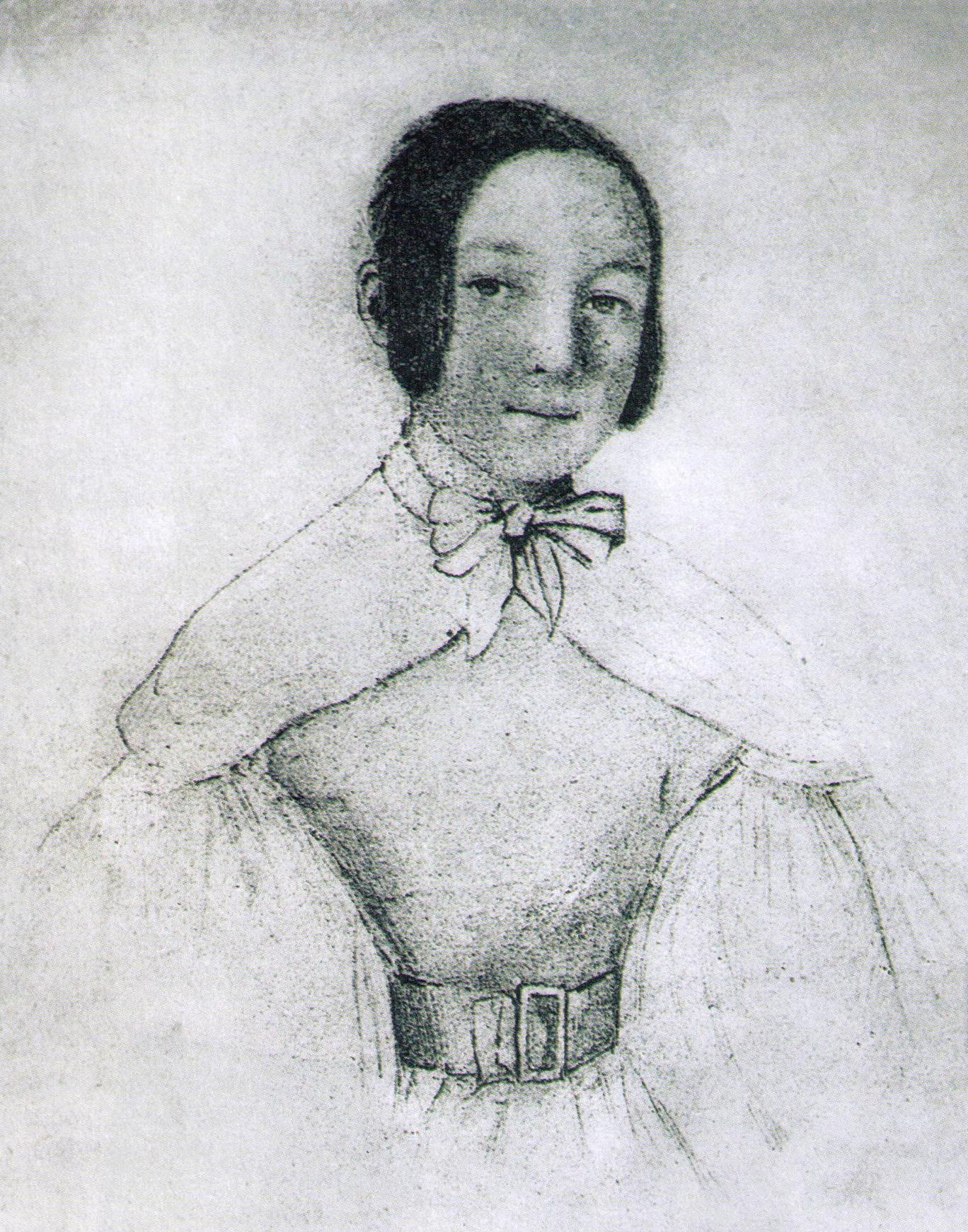
Автопортрет. 1836
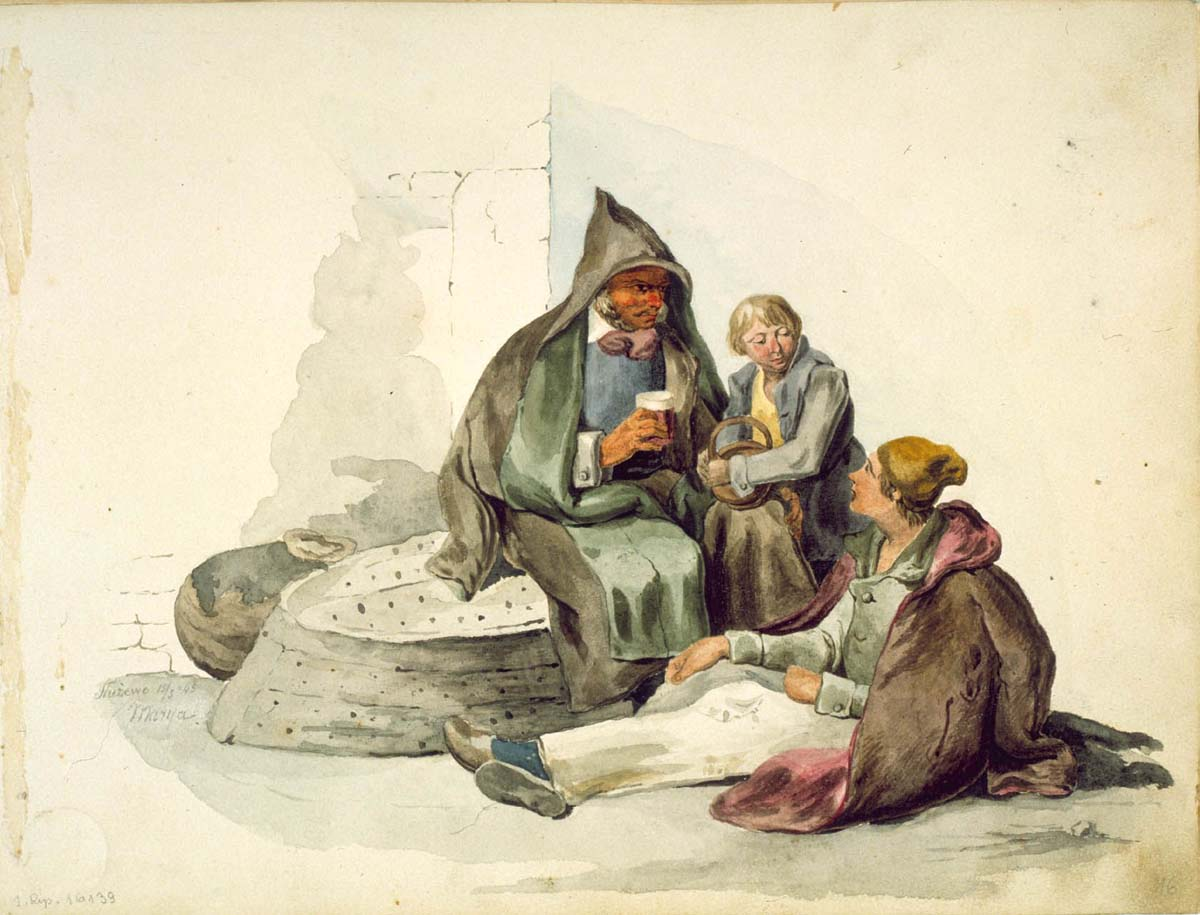
Акварель "Два мужчины и мальчик". 1836.